# Rumble (sito web)
Rumble è una piattaforma di video online canadese con sede a Toronto. È stata fondata nel 2013 da Chris Pavlovski, un imprenditore canadese.

## Utenti e contenuti
Per i suoi primi sette anni, i contenuti di Rumble sono stati in gran parte video virali e notizie da fonti dei media tradizionali. Nell'agosto 2020, tuttavia, il membro della Camera dei Rappresentanti Devin Nunes ha accusato YouTube di essere eccessivamente censorio e ha iniziato a pubblicare i suoi video su Rumble. Presto seguirono altri importanti conservatori, come Dinesh D'Souza, Sean Hannity e il politico Jim Jordan. Il 45° e 47° presidente degli Stati Uniti Donald Trump si è iscritto ufficialmente a Rumble il 26 giugno 2021, in preparazione per la registrazione della sua campagna elettorale in Ohio.

## Design e restrizioni
Assieme ad altre quattro schede nella sua interfaccia principale, Rumble presenta "canali consigliati" e a seguire una scheda "Guadagni".
Rumble consente inoltre ai suoi utenti di generare entrate dai loro video.
La piattaforma vieta la pornografia, le molestie, il razzismo, l'antisemitismo, la violazione del copyright e i contenuti illegali.

## Causa contro Google
L'11 gennaio 2021, Rumble ha intentato una causa antitrust contro Google per i suoi risultati di ricerca, chiedendo danni superiori a $ 2 miliardi. Rumble ha affermato che Google manipola il suo algoritmo in modo da favorire YouTube rispetto alla sua piattaforma nei risultati di ricerca. Rumble sostiene che questo riduce il suo pubblico e si traduce in minori entrate pubblicitarie. Ad agosto 2021, il caso era in corso.